# Djembefola

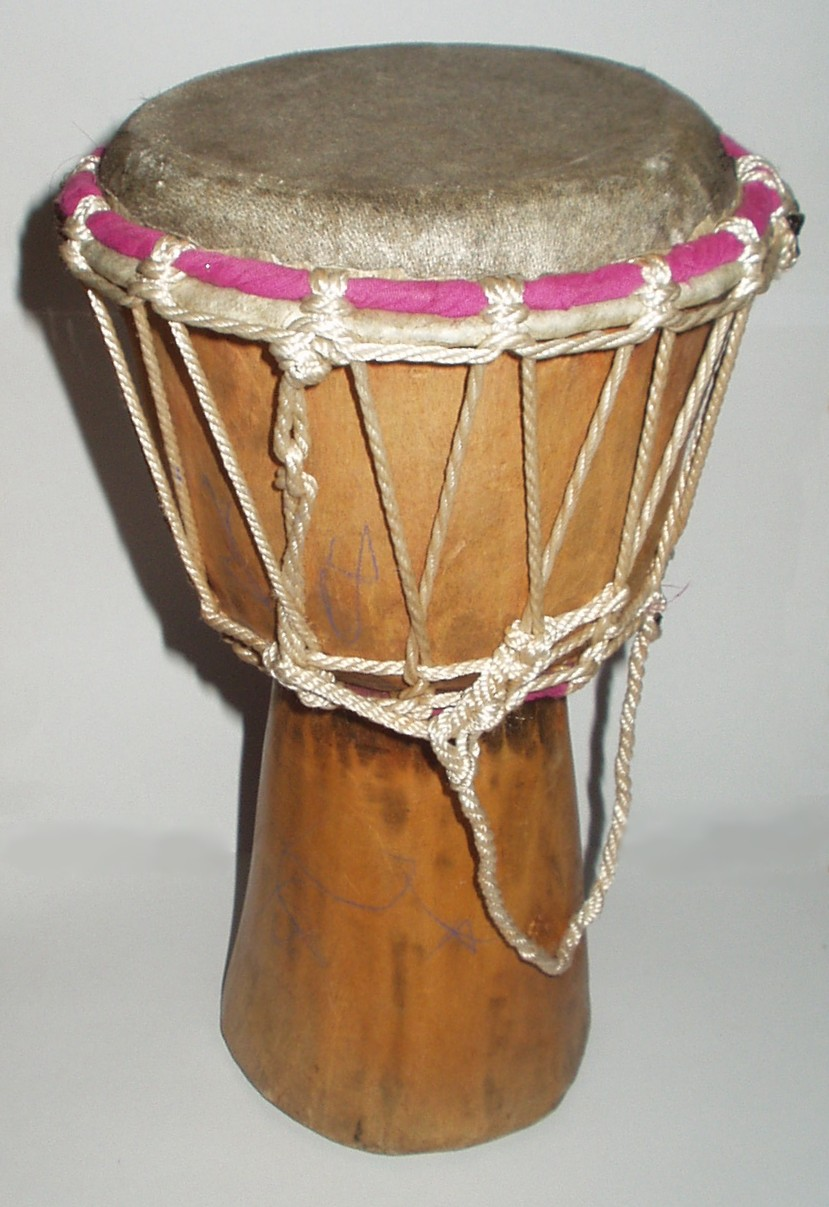
Bęben Djembe

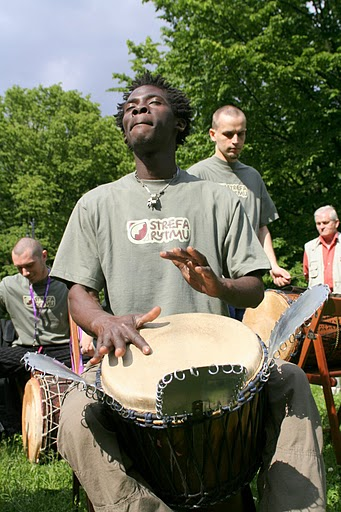
djembefola Gaspard Conde,
Warszawa 2009

Djembefola – mistrz gry na bębnie djembe (bęben kielichowy drewniany pochodzący z Afryki Zachodniej), lub po prostu muzyk grający na tym instrumencie. 
Djembefola jest słowem pochodzącym z języków mande (bambara, malinke, diula), którymi posługuje się duża część mieszkańców Afryki Zachodniej (Mali, Gwinea, Burkina Faso). 
Słowo djembefola pochodzi od słów: djembe, fo oraz la:
- djembe – instrument, przedmiot którym posługuje się podmiot (sprawca danej akcji),
- fo – czasownik mówić lub grać (w językach Mande używa się tego samego zwrotu dla tych dwóch czasowników),
- la – sprawca akcji, podmiot wykonywanej czynności, osoba która coś wykonuje (w tym przypadku gra na djembe).

Mistrz gry na bębnie djembefola musi przejść wieloletni proces kształcenia w kulturze muzycznej ludów Mande. Nauka polega na obserwowaniu mistrzów i naśladowaniu usłyszanych bezpośrednio od nich fraz.
Djembefola gra przede wszystkim do tańca, ponieważ muzyka bębnów w Afryce Zachodniej funkcjonuje przede wszystkim jako akompaniament do tańca, więc mistrz gry na djembe musi poznać nie tylko tysiące fraz muzycznych, ale również kroki tańca, którym jego gra ma akompaniować. 
Od czasu powstania pierwszych baletów afrykańskich w Gwinei i ich podróży do Ameryki i Europy djembefola wciąż zadziwiają świat swą ekwilibrystyczną sztuką. Popularność djembe oraz kultury muzycznej Afryki Zachodniej umożliwia kolejnym pokoleniom afrykańskich artystów wyjazd i krzewienie swej kultury poza granicami swoich krajów.
Muzykom grającym na djembe towarzyszą niemal zawsze dundunfola - muzycy grający na bębnach dundun. Orkiestra składająca się z djembefola oraz dundunfola jest tradycyjną grupą zapewniającą muzykę do tańca na wielu zachodnioafrykańskich ceremoniach. Aby jednak ceremonia mogła się odbyć, potrzebny jest na niej także afrykański griot.